# Sopota, Zagorje ob Savi
Sopota je naselje v Občini Zagorje ob Savi. Ustanovljeno je bilo leta 1999 iz dela ozemlja naselja Podkum. Leta 2015 je imelo 60 prebivalcev.